# 自画像
自画像是指作者以自己為對象所繪畫的肖像作品。
法国艺术家讓·富凱于1450前后创作的自画像或为西方传统中现存的最早的自画像，若不拘泥于平面，则埃及法老Akhenaten之雕塑家Bak早于公元前1365年前后已完成雕刻自己与其妻Taheri的作品。
西方绘画传统中的自画像，于文艺复兴时代为人瞩目。当时，艺术家被视为优秀乃至卓越的个体。独立的自画像的出现，常与给予艺术家的这种巨大肯定相联系。这一时期亦有大量的自画像涉及作画者之外的他人。这其中，有赞助人，或是親屬。亦有艺术家在画幅中纳入友人、情人、老师、学生、模特甚至死神。
在文艺复兴的意大利，自画像被称为“镜中肖像”。当时的自画像将艺术家本人描绘为绅士或淑女，而并不表现艺术家工作的情形。从16世纪中起，艺术家们开始选择表现他们自己与画架为伍，手持调色板和画笔，支着腕杖。
每一幅自画像都可被视为一种表演，艺术家为其观众选择一种特别的装束与姿态，呈现一个角色。几个世纪以来，无数画家耕耘于这一题材，梵高、伦勃朗、雷诺兹（Joshua Reynolds)、弗里达·卡罗（Frida Kahlo)等尤其留下数量可观的自画像。亦有收藏专精于这一领域，最著名的即是佛罗伦萨的美第奇家族的藏品。

## 有名的自畫像

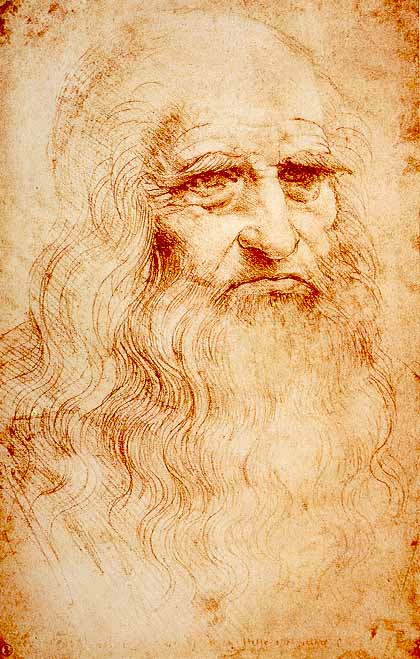
达·芬奇
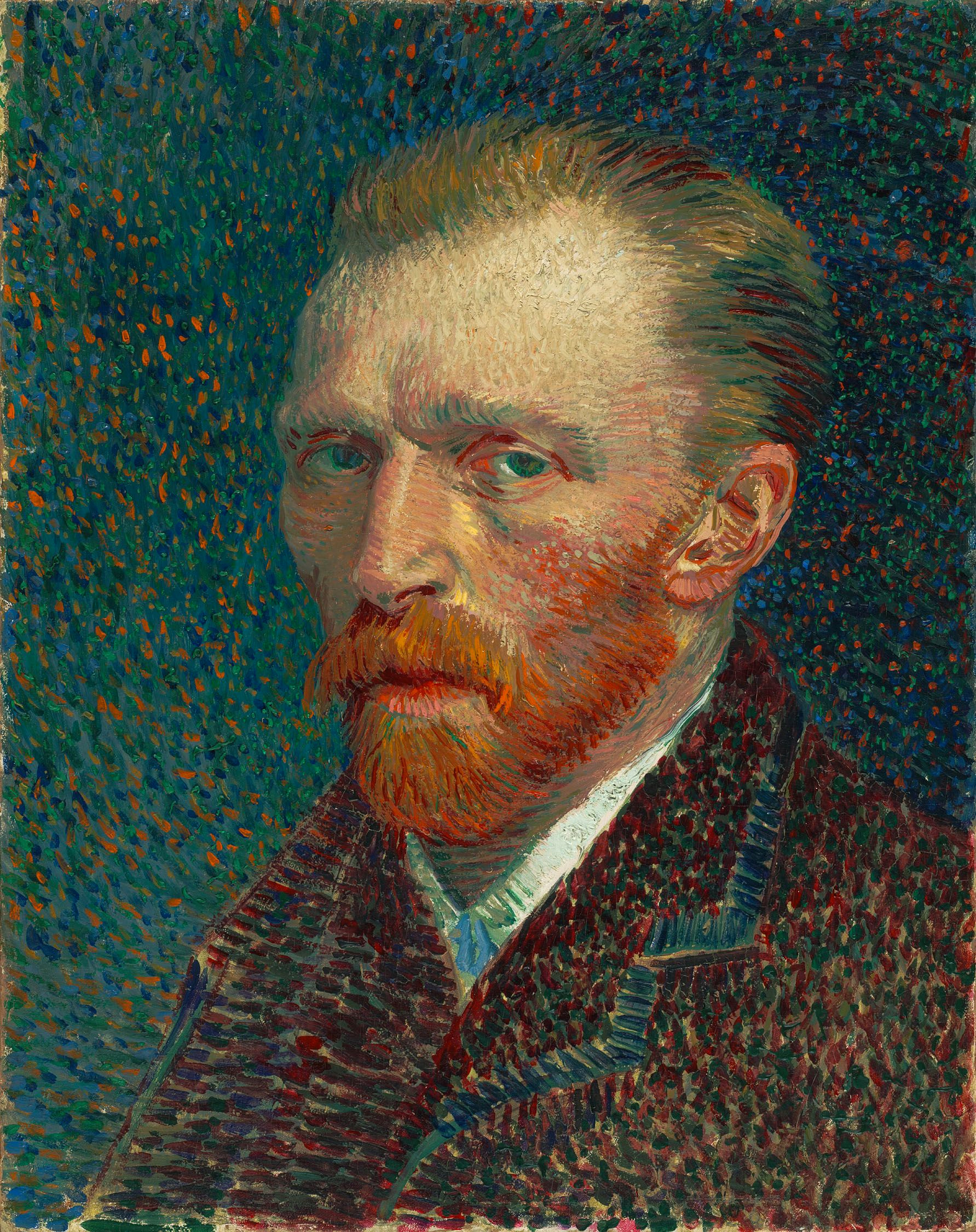
文森特·凡高
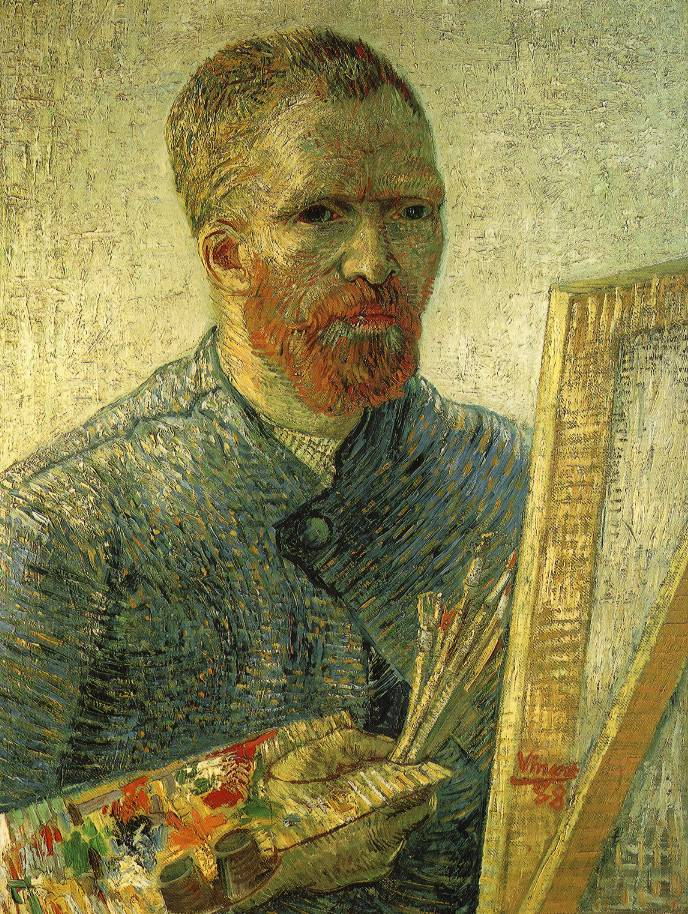
文森特·凡高
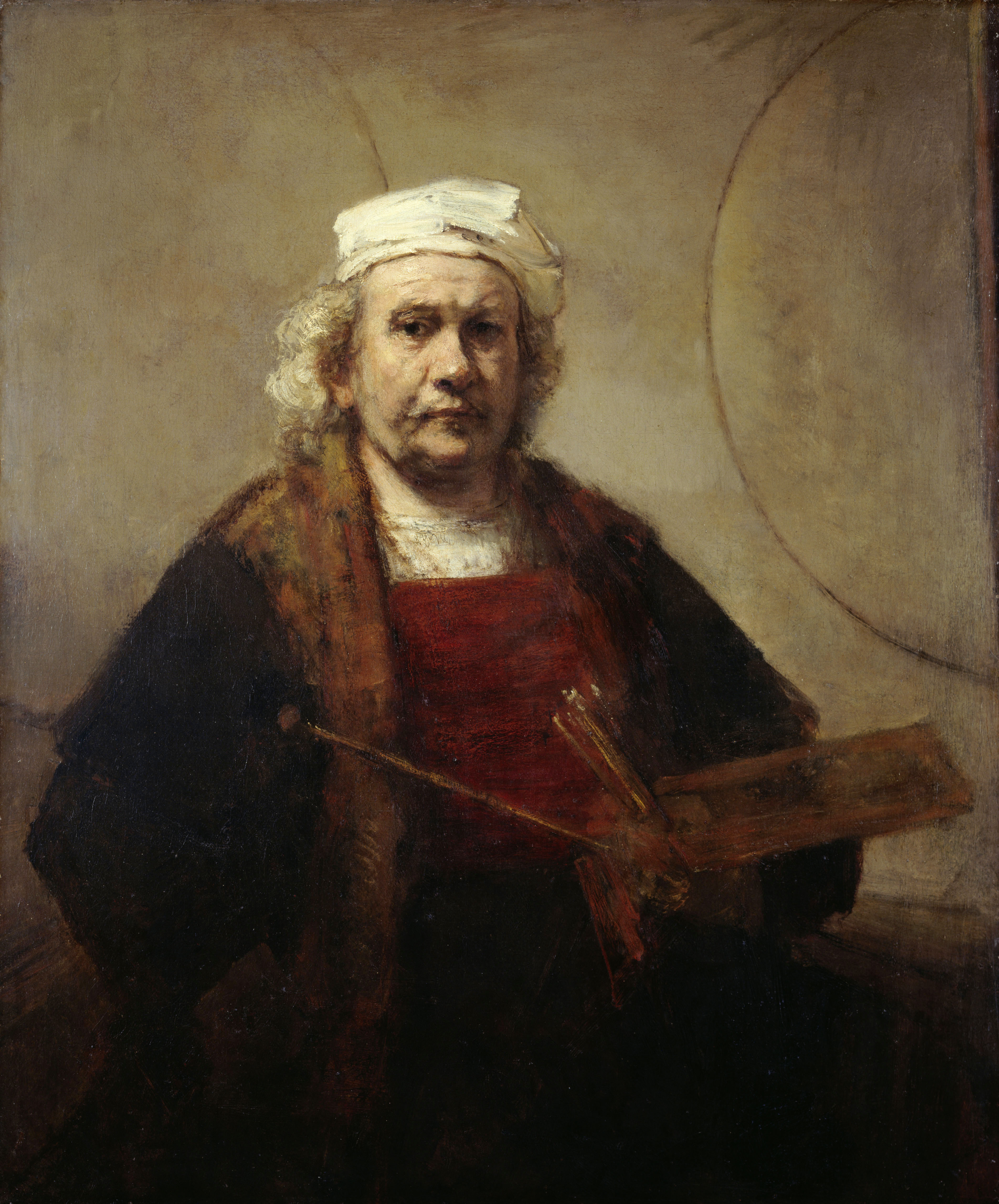
倫勃朗